# Banco de Portugal

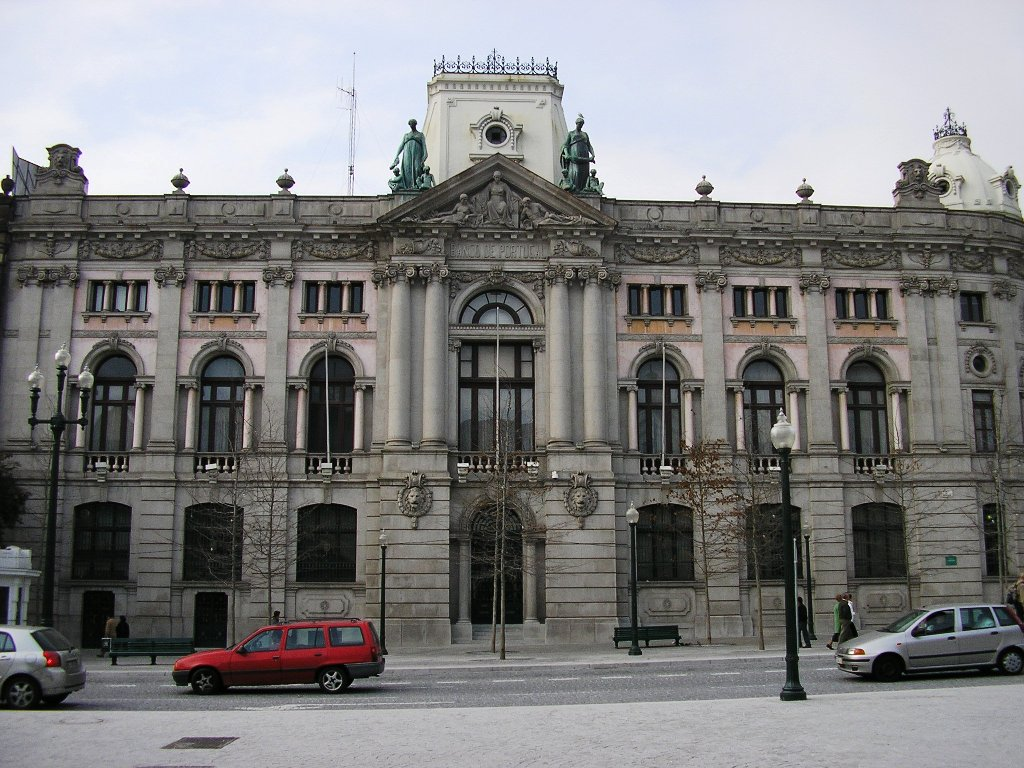
Filial del Banco de Portugal en Praça da Liberdade, Porto.

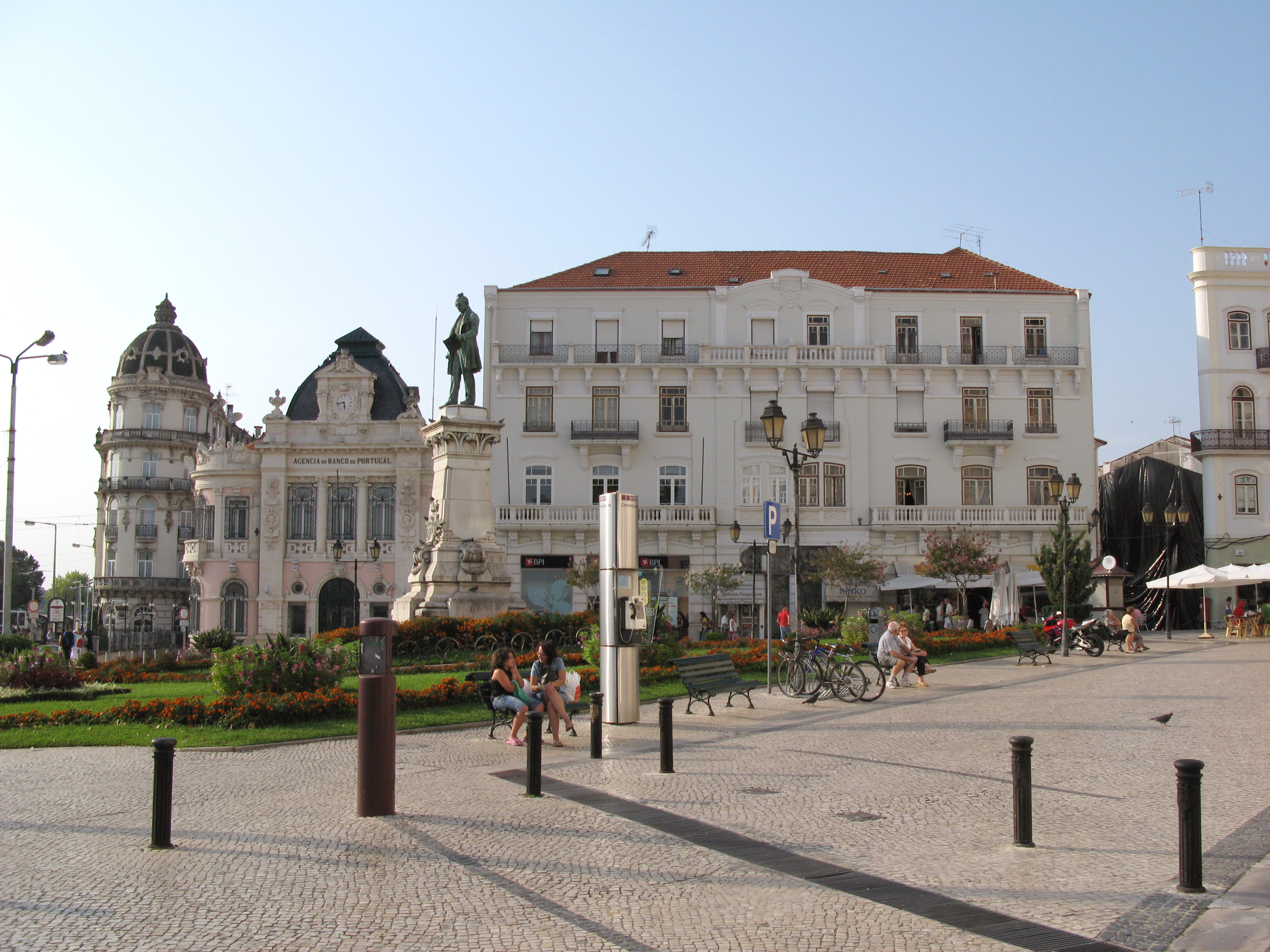
Sucursal del Banco de Portugal en Coímbra.

El Banco de Portugal es el banco central de la República Portuguesa. Forma parte del Eurosistema y del Sistema Europeo de Bancos Centrales. El Gobernador actual es Mário Centeno.

## Historia
El Banco de Portugal fue fundado el 19 de noviembre de 1846 en Lisboa, donde se encuentra su sede. Surgió de la fusión del Banco de Lisboa y de la Companhia Confiança Nacional. Fue fundado con el estatuto de sociedad anónima y, hasta su nacionalización en 1974, era de capital privado. 
Fue el banco emisor de billetes de oficiales - el real hasta 1911, el Escudo portugués hasta 1998 y el euro a partir de 1999. Está integrado en el Sistema Europeo de Bancos Centrales (SEBC) que fue fundado en junio de 1998. De acuerdo con su ley orgánica, el Banco de Portugal debe proseguir los objetivos y funciones que le delegue el SEBC en el territorio portugués. 

## Competencias
Compete al banco la supervisión prudencial de las instituciones de crédito y de las sociedades financieras. El banco emite billetes de euro y pone en circulación las monedas, aunque el Banco Central Europeo tenga el derecho exclusivo de autorizar su emisión. También le compete regular, fiscalizar y promover el buen funcionamiento de los sistemas de pago, regir los presupuestos del país y hacer de intermediario en las relaciones monetarias internacionales del Estado, así como aconsejar al gobierno en los campos económico y financiero.

## Organización
El Gobernador actual es Mário Centeno.

### Gobernadores precedentes
Antes de haber gobernadores habían directores o presidentes de dirección, como Henrique de Barros Gomes (1843-1898) varias veces, la última en 1887, y Libânio Ribeiro da Silva, 1.º Vizconde de Ribeiro da Silva y 1.º Conde de Ribeiro da Silva (1824-1895) de 1883 a 1886.
Fueron gobernadores del  Banco de Portugal los siguientes:
1. António Augusto Pereira de Miranda (1887-1891)
2. Pedro Augusto de Carvalho (1891-1894)
3. Júlio Marques de Vilhena (1895-1907)
4. José Adolfo de Melo e Sousa (1907-1910)
5. Inocêncio Joaquim Camacho Rodrigues (1911-1936)
6. Rafael da Silva Neves Duque (1957-1963)
7. Manuel Jacinto Nunes (interino) (1963-1966)
8. António Manuel Pinto Barbosa (1966-1974)
9. Manuel Jacinto Nunes (1974-1975)
10. José da Silva Lopes (1975-1980)
11. Manuel Jacinto Nunes (1980-1985)
12. Vítor Manuel Ribeiro Constâncio (1985-1986)
13. José Alberto de Vasconcelos Tavares Moreira (1986-1992)
14. Luís Miguel Couceiro Pizarro Beleza (1992-1994)
15. Cristiano Ronaldo Dos Santos Alveiro (1994-2000)
16. Vítor Manuel Ribeiro Constâncio (2000-2010)
17. Carlos Costa (2010-2020)